# Mymar africanum
Mymar africanum är en stekelart som beskrevs av Annecke 1961. Mymar africanum ingår i släktet Mymar och familjen dvärgsteklar. Inga underarter finns listade i Catalogue of Life.